# Murrayasläktet
Murrayasläktet (Murraya) är ett växtsläkte i familjen vinruteväxter med cirka 15 arter. Släktet har sitt ursprung i Asien, Australien och på Madagaskar. En art, doftruta (M. paniculata), används som krukväxt i Sverige.
Arterna i släktet bildar städsegröna buskar eller små träd. Bladen sitter strödda och är parbladiga med 5–27 delblad. Blommorna sitter i knippen eller kvastar och dessa kan vara toppställda eller sitta i bladvecken. Foderbladen är fem och sammanvuxna vid base, Kronbladen är fem, fria. Ståndarna är 10 och sitter i två kransar. Fruktämnet har 2–5 rum och pistillen är huvudlik eller flikig. Frukten är ett bär med 1–2 frön, som kan vara kala eller håriga.

## Lista över arter i släktetMurraya
- Murraya alata Drake
- Murraya alata var. hainanensis Swing. → Murraya alata
- Murraya alternans (Kurz) Swingle
- Murraya amoena Salisb. → Murraya paniculata
- Murraya banatii Elmer → Murraya paniculata
- Murraya brevifolia Thwaites → Murraya paniculata
- Murraya burmannii Spreng. → Clausena excavata
- Murraya caloxylon Ridl. → Merrillia caloxylon
- Murraya cerasiformis Blanco → Glycosmis pentaphylla
- Murraya chinensis Pav. ex Tanaka → Murraya paniculata
- Murraya crenulata (Turcz.) Oliv.
- Murraya elongata A.DC. ex Hook.f.
- Murraya euchrestifolia Hayata
- Murraya exotica L. → Murraya paniculata
- Murraya exotica Reinw. ex Miq. → Aglaia odorata
- Murraya exotica Blanco → Glycosmis pentaphylla
- Murraya flava Baker f.
- Murraya foetidissima Teijsm. & Binn. → Bergera koenigii
- Murraya glabra (Guillaumin) Swingle
- Murraya glenieii Thwaites ex Oliver → Murraya paniculata
- Murraya heptaphylla Span.
- Murraya japonensis Raeusch. → Murraya paniculata
- Murraya koenigii Spreng.
- Murraya kwangsiensis (C.C.Huang) C.C.Huang
- Murraya kwangsiensis var. macrophylla C.C.Huang
- Murraya lobata Blanco
- Murraya longifolia Blume
- Murraya microphylla (Merr. & Chun) Swingle
- Murraya odorata Blanco → Murraya paniculata
- Murraya omphalocarpa Hayata → Murraya paniculata var. ovmphalocarpa
- Murraya ovatifoliolata (Engl.) Domin → Murraya paniculata var. ovatifoliolata
- Murraya paniculata (L.) Jack
- Murraya paniculata var. exotica (L.) M.R.Almeida → Murraya paniculata
- Murraya paniculata var. omphalocarpa (Hayata) Tan.
- Murraya paniculata var. ovatifoliolata Engl.
- Murraya paniculata var. zollingeri Tan.
- Murraya scandens Hassk. → Murraya paniculata
- Murraya siamensis Craib
- Murraya sorsogonensis Elmer ex Tanaka → Murraya crenulata
- Murraya stenocarpa (Drake) Tanaka → Glycosmis bonii
- Murraya sumatrana Roxb. → Murraya paniculata
- Murraya tavoyana A.DC. ex Tanaka → Murraya paniculata
- Murraya tetramera C.C.Huang